# Picot garser de Sulawesi
El picot garser de Sulawesi (Picoides temminckii) és una espècie d'ocell de la família dels pícids (Picidae) que habita la selva i boscos, fins als 2300 m a Sulawesi.